# Dacus cocciniae
Dacus cocciniae är en tvåvingeart som beskrevs av Singh 1988. Dacus cocciniae ingår i släktet Dacus och familjen borrflugor. Inga underarter finns listade i Catalogue of Life.